# Oberes Lempetal bei Hombressen
Koordinaten: 51° 30′ 0″ N, 9° 29′ 57″ O

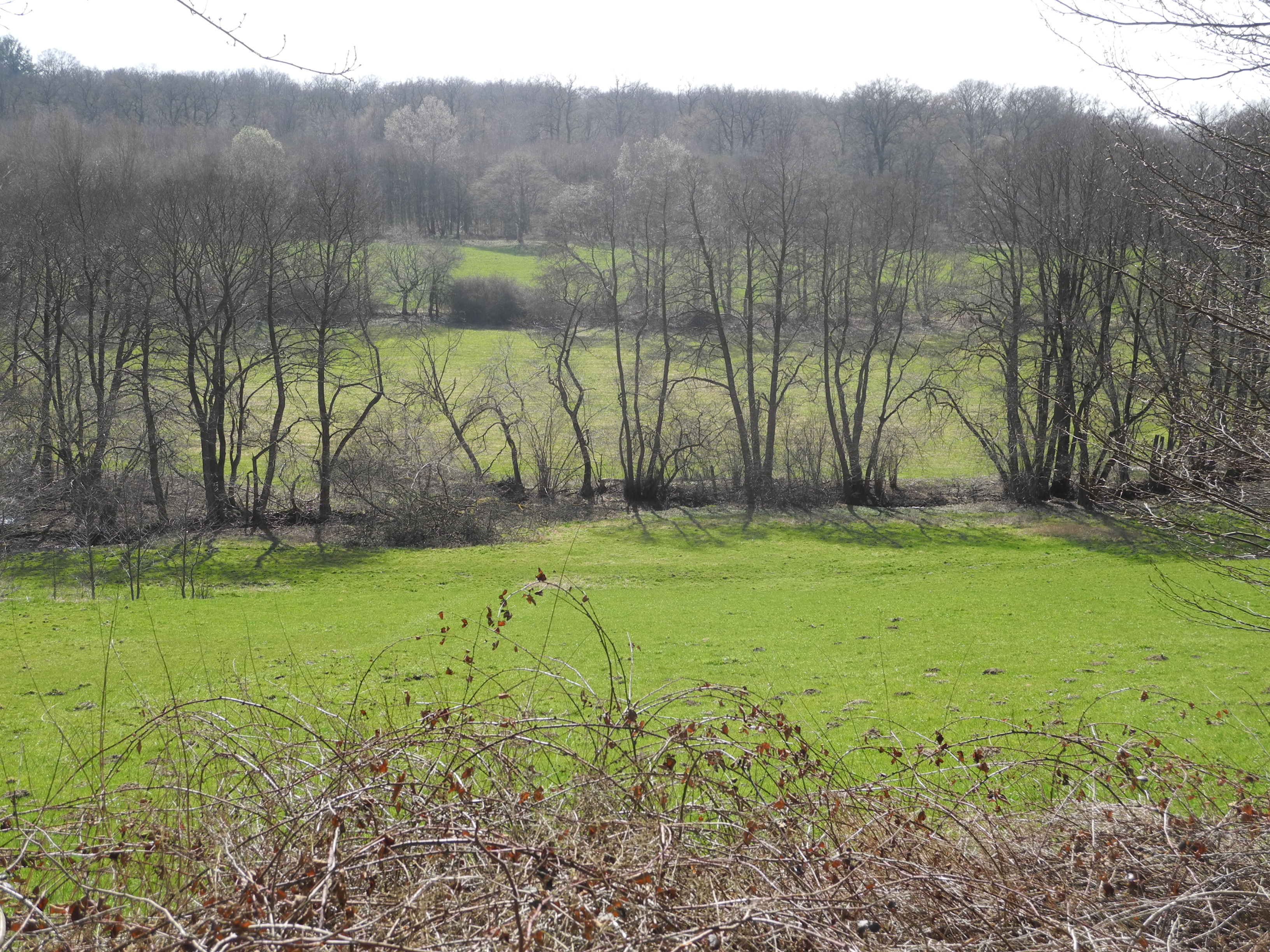
Naturschutzgebiet Oberes Lempetal bei Hombressen (April 2018)

Das Naturschutzgebiet Oberes Lempetal bei Hombressen liegt im Landkreis Kassel in Hessen.
Das etwa 154,6 ha große Gebiet wurde 1999 unter der Kennung 1633045 unter Naturschutz gestellt. Es erstreckt sich im Reinhardswald östlich und südöstlich von Hombressen, einem Stadtteil von Hofgeismar, entlang der Lempe. Am südlichen Rand des Gebietes verläuft die Landesstraße L 3229.